# Cyathea cinerea
Cyathea cinerea är en ormbunkeart som beskrevs av Edwin Bingham Copeland. Cyathea cinerea ingår i släktet Cyathea och familjen Cyatheaceae. Inga underarter finns listade.